# Pulo Seuna
Pulo Seuna is een bestuurslaag in het regentschap Bireuen van de provincie Atjeh, Indonesië. Pulo Seuna telt 327 inwoners (volkstelling 2010).